# District de Commonwealth
Le district de Commonwealth est une subdivision du comté de Grand Cape Mount au Liberia. 
Les autres districts du comté de Grand Cape Mount sont :
- Le district de Garwula
- Le district de Gola Konneh
- Le district de Porkpa
- Le district de Tewor